# Leptataspis electa
Leptataspis electa är en insektsart som beskrevs av Victor Lallemand 1928. Leptataspis electa ingår i släktet Leptataspis och familjen spottstritar. Inga underarter finns listade i Catalogue of Life.